# Volker Westermann

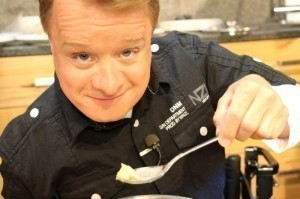
Volker Westermann

Volker Westermann (* 10. November 1973 in Mannheim) ist ein deutscher TV-Moderator, Journalist und Inklusions-Lobbyist.

## Leben
Volker Westermann wurde 1973 in Mannheim mit Glasknochen geboren. Nach seinem Abitur absolvierte er neben diversen Praktika u. a. bei „alfredissimo“ in der Produktionsfirma „Pro GmbH“ von Alfred Biolek sowie sein Volontariat bei der Produktionsfirma MME in Hamburg. Volker Westermann lebt heute nach beruflichen Stationen in Hamburg und München mit seiner Frau Iris Westermann in der Nähe von Heidelberg.
Westermann verbindet seine berufliche Kenntnis auch mit privaten Hobbys, wie beispielsweise dem Reisen mit Rollstuhl. Inzwischen gibt es drei Dokumentationen über seine Touren nach Süd-Ost-Asien, Vancouver und Südamerika beim TV-Sender Kabel1.

## Arbeit
Westermanns Tätigkeitsfeld umfasst die Moderation, Redaktion und Produktion diverser Medienprojekte. Unter anderem schuf er die TV-Koch-Show Dinner for everyone mit prominenten und behinderten Gästen, die auf Kabel 1 ausgestrahlt wird und die er zugleich moderiert. Durch seine Ausbildung ist Westermann aber auch für den Schnitt und die technische Abwicklung seiner Sendungen verantwortlich.
Im Jahr 2013 kam sein Live-Programm „inklusiv-kochen“ hinzu, das er deutschlandweit aufführt. Neben seiner Moderationstätigkeit gründete Volker Westermann im Dezember 2013 die erste inklusive Produktionsgemeinschaft „Inclutainment-Media“.

## Veröffentlichung
- Verrückt nach Herd: Gemeinsam kochen-leben-genießen, Hampp Verlag, Stuttgart 2019, ISBN 978-3-942561-44-0.

## Fernsehen
- Seit 2008: dinner for everyone (Kabel1, Sport1 und München TV)
- 2014: Menschen das Magazin - Olaf Schubert (ZDF)[7]
- 2014: Olaf verbessert die Welt (MDR)[8]